# 加夫里洛·普林齐普
加夫里洛·普林齐普（羅馬化：Gavrilo Princip，發音：[ɡǎʋrilo prǐntsip]；1894年7月25日—1918年4月28日），姓氏又常译普林西普，波士尼亞塞爾維亞人，塞尔维亚民族主義者，萨拉热窝事件主犯。
普林齐普被塞爾維亞人普遍視為民族英雄，卻被不少波士尼亞人視為恐怖份子，反映從前南斯拉夫各族人民對該段歷史的不同理解。

## 早年
1894年，普林齐普出生于波斯尼亚一个贫穷的塞族农民家里，也是由于贫穷，普林齐普成为了家里唯一成功活下来的孩子，此时的波斯尼亚已经被奥匈帝国吞并。
进入中学以后，普林齐普成为了激进的民族主义者，整天都和一些志同道合的朋友混在一起，渴望把外来帝国主义侵略者驱逐出去促使民族实现独立。于是他加入了一个塞尔维亚秘密组织“黑手社”，并且参加了秘密训练，静待时机出现。
1914年6月28日，正值塞尔维亚国庆日，奥匈帝国皇储斐迪南大公携妻子苏菲亚来到萨拉热窝做视察工作。此时一些爱国的学生们得到消息决定对斐迪南大公夫妇进行暗杀，他们天真地以为只要杀了皇储就能迫使奥匈帝国等帝国主义侵略者退出塞尔维亚，民族取得独立。

## 萨拉热窝事件
经过两个月的预谋（與革命組織「青年波斯尼亚」及「黑手党」有關），1914年6月28日，普林齐普与其他五名同伴（4名塞尔维亚人， 一名波斯尼亚人）在塞拉耶佛街头用勃朗寧M1910半自動手槍连开兩枪，刺杀了正在萨拉热窝进行访问的奥匈帝国王储兼繼承人弗朗茨·斐迪南大公和他的妻子霍恩贝格女公爵苏菲，即萨拉热窝事件。该刺杀行动成为第一次世界大战的導火線，最终导致第一次世界大战的爆发。
刺杀王储弗朗茨·斐迪南大公时，普林齐普的身份是塞尔维亚首都贝尔格莱德的学生。事后普林齐普承认罪行，并在1914年10月被判20年有期徒刑。

## 去世
普林齐普之後被押至泰雷津的小要塞單獨囚禁，因囚禁環境極為惡劣，他患上了结核病並擴散至右臂結核性壞死而被迫截肢，并于1918年4月二十三歲之時因惡劣環境、慢性結核病和缺乏糧食所導致的嚴重營養不良和體質虛弱在囚室內去世，死時體重只有約四十公斤。1920年，其遗骸被南斯拉夫王國政府迁葬塞拉耶佛東正教教堂墓地的荣誉冢，並且以其名字來重新命名他在塞拉耶佛刺杀弗朗茨·斐迪南大公时所处的拉丁橋，并刻下脚印树碑纪念。

## 延伸閱讀
- Wolfson, Robert; Laver, John.  3. Hodder Murray. 2001-12-30: 117. ISBN 0-340-77526-2.

## 外部連結
- Gavrilo Princip article at Schoolnet.co.uk
- Who's Who in World War I（页面存档备份，存于） Gavrilo Princip at firstworldwar.com